# Carena dels Pujols
La Carena dels Pujols és una serra situada al municipi de Navès (Solsonès), amb una elevació màxima de 1.003,5 metres.